# Takamba
Takamba est un label discographique réunionnais créé en 1997 à l'initiative du Pôle régional des musiques actuelles de La Réunion (PRMA), dont la responsable éditoriale est Fanie Précourt. 
Spécialisé dans les musiques de l'Océan Indien, le label propose à la fois des collectages et des rééditions d'enregistrements inédits en CD et DVD.
Le nom du label fait référence à la takamba (ou n'goni), instrument à cordes des griots du Sahel, qui fut l'instrument fétiche du chanteur réunionnais Alain Peters.

## Discographie
La Réunion
- Henri Madoré, Le Dernier chanteur de rue, TAKA 9701, 1997. (premier CD du label)
- Alain Peters, Paraboler, TAKA 9802, 1998.
- Georges Fourcade, Le Barde créole, TAKA 0005, 2000.
- Jules Arlanda, Jules Arlanda et ses interprètes, TAKA 0306, 2003.
- Luc Donat, Le Roi du séga, TAKA 0408, 2004. (3 CD)
- Gramoun Bébé, Le Maloya kabaré, TAKA 0409, 2004.
- Loulou Pitou et Benoîte Boulard, Du quadrille créole au séga, TAKA 0611, 2006. (2 CD)
- La Famille Gado, Entre romances et maloyas, TAKA 0712, 2007.
- Narmine Ducap, Ségas instrumentaux (1966-1976), TAKA 0813, 2008. (2 CD)
- Claude Vinh San, Claude Vinh San et le Jazz Tropical, TAKA 0814, 2008.
- Alain Peters, Vavanguèr, TAKA 0815, 2008. (CD + DVD)

Île Maurice
- Bam Cuttayen, L'Artiste engagé, TAKA 0510, 2005.
- "Ile Maurice, musiques oubliées" TAKA 1319.

Rodrigues
- Ile Rodrigues : volume 1 : voix et tambours, TAKA 0003, 2000.
- Ile Rodrigues : volume 2 : accordéon, TAKA 0004, 2000.

Archipel des Chagos
- Charlésia, La Voix des Chagos, TAKA 0407, 2004.

Seychelles
- Ton Pat', Memwar lamizik seselwa, TAKA 1017, 2010. (CD + DVD)

Mayotte
- Ile de Mayotte : musiques, danses et instruments traditionnels, TAKA 1016, 2010. (CD + DVD)